# Clinterocera obsoleta
Clinterocera obsoleta är en skalbaggsart som beskrevs av Leon Fairmaire 1878. Clinterocera obsoleta ingår i släktet Clinterocera och familjen Cetoniidae. Inga underarter finns listade i Catalogue of Life.